# Kras Smolenicki

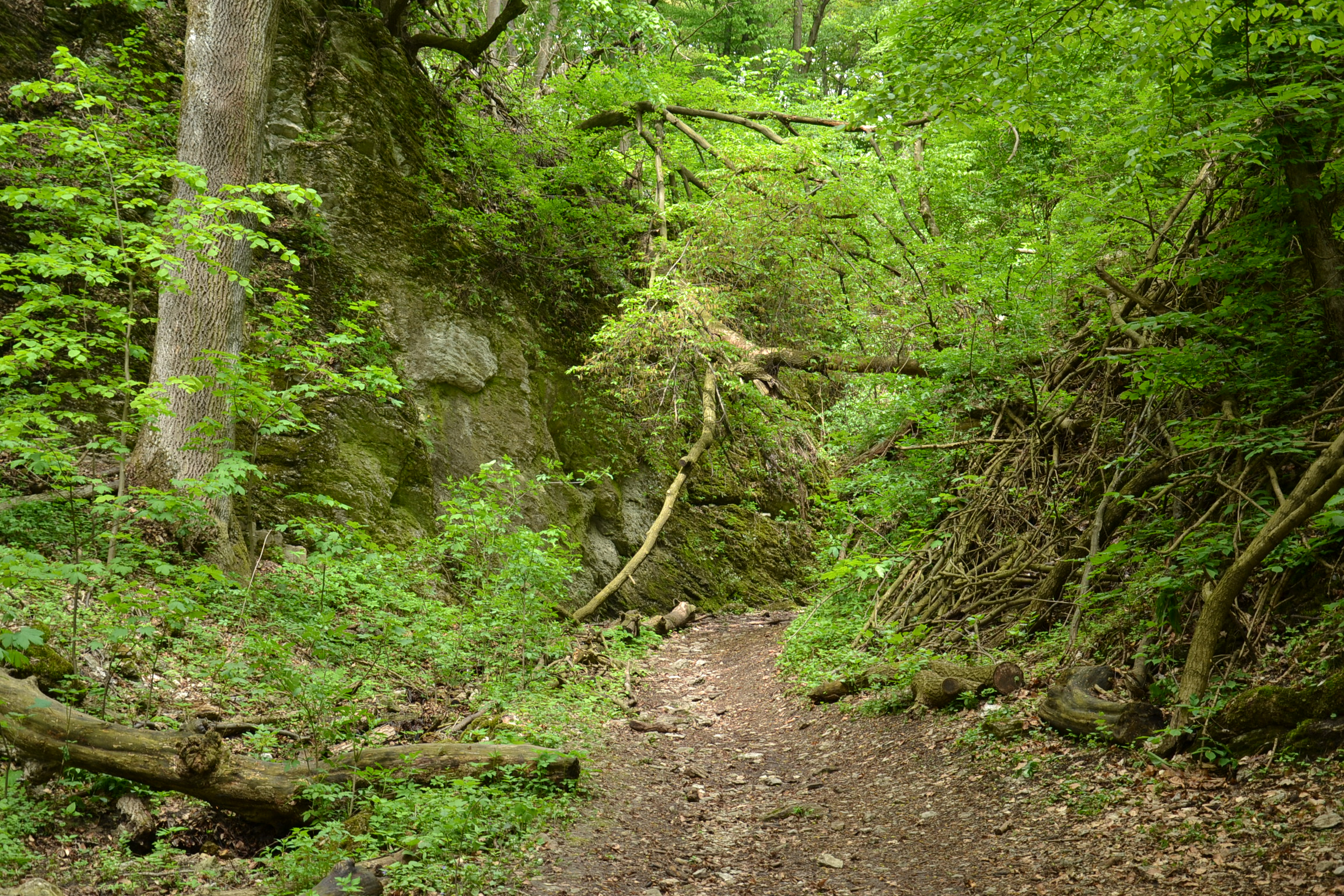
Dolina Hlboče w Smolenickim Krasie

Kras Smolenicki (słow. Smolenický kras) – niewielki obszar krasowy w zachodniej Słowacji, w środkowej części łańcucha Małych Karpat, tuż na południowy wschód od najwyższego masywu Małych Karpat, zwanego Záruby.

## Charakterystyka
Kras Smolenicki zajmuje obszar o powierzchni ok. 7 km², leżący w granicach wsi Smolenice. Zbudowany ze skał węglanowych, głównie siwych i rogowcowych wapieni liasowych, zaliczanych do tzw. serii Vysokej płaszczowiny kriżniańskiej. Obejmuje wzniesienia Driny, Jahodník, Molpír i Hradný vrch. Rozwinęło się na nim wiele elementów rzeźby krasowej powierzchniowej (m.in. lapiaz, lejki krasowe) i podziemnej (m.in. znana, udostępniona turystycznie jaskinia Driny). Godnym uwagi jest również krasowy kanion, jaki tworzy Dolina Hlboče.

## Ochrona przyrody
Prawie cały obszar Krasu Smolenickiego znajduje się w granicach Parku Krajobrazowego Małe Karpaty. Znaczną część, od szczytu Driny (483 m n.p.m.) na południu po szczyt Molpír (354 m n.p.m.) na północy, obejmuje rezerwat przyrody Hlboča (123 ha). Jaskinia Driny jest chroniona od 1968 r., od 1972 r. jako Chranený prírodný výtvor Driny z pasmem ochronnym 238 ha, zaś od 1996 r. jako Národná prírodná pamiatka Driny z pasmem ochronnym 11,7 ha.

## Turystyka
Obszar Krasu Smolenickiego jest licznie odwiedzany przez turystów. Jego tereny dostępne są kilkoma szlakami turystycznymi poprowadzonymi z miejscowości Smolenice, Smolenická Nová Ves i Lošonec. Głównymi centrami turystycznymi są ośrodek rekreacyjno-wypoczynkowy Jahodník, w dolinie na północny zachód od Smolenic oraz pobliska jaskinia Driny.